# Махалица, Пётр
Пётр Махалица (пол. Piotr Machalica, 13 февраля 1955 года — 14 декабря 2020) — польский актёр театра, кино, радио и телевидения, также певец, актёр озвучивания и директор театра.

## Биография
Пётр Махалица родился в Пщине. Актёрское образование получил в Государственной высшей театральной школе (теперь Театральная академия им. А. Зельверовича) в Варшаве, которую окончил в 1981 году. Дебютировал на сцене в 1981 во Всеобщем театре в Варшаве. Актёр театров в Варшаве и Ченстохове, директор ченстоховского Театра им. Мицкевича. Выступает в спектаклях «театра телевидения» и в радиопередачах «Польского радио».
Его отец — актёр Хенрик Махалица, брат — актёр Александер Махалица.

## Избранная фильмография

### актёр
| Год  | Русское название                         | Оригинальное название                        |
| ---- | ---------------------------------------- | -------------------------------------------- |
| 1980 | Рыцарь                                   | Rycerz                                       |
| 1981 | Был джаз                                 | Był jazz                                     |
| 1983 | Сны и мечты                              | Sny i marzenia                               |
| 1984 | Идол                                     | Idol                                         |
| 1985 | Медиум                                   | Medium                                       |
| 1985 | Ядовитые растения                        | Rośliny trujące                              |
| 1986 | Маскарад                                 | Maskarada                                    |
| 1986 | Герой года                               | Bohater roku                                 |
| 1987 | Верификация                              | Weryfikacja                                  |
| 1987 | Лук Купидона                             | Łuk Erosa                                    |
| 1987 | Ангел в шкафу                            | Anioł w szafie                               |
| 1988 | Бесы                                     | Les Possédés                                 |
| 1988 | Короткий фильм о любви                   | Krótki film o miłości                        |
| 1989 | Декалог 6                                | Dekalog VI                                   |
| 1989 | Декалог 9                                | Dekalog IX                                   |
| 1988 | Нью-Йорк, четыре утра                    | Nowy Jork, czwarta rano                      |
| 1989 | Искусство любви                          | Sztuka kochania                              |
| 1989 | Капитал, или Как сделать деньги в Польше | Kapitał, czyli jak zrobić pieniądze w Polsce |
| 1990 | Мария Кюри, почтенная женщина            | Marie Curie. Une femme honorable             |
| 1991 | Очень важная персона                     | V.I.P.                                       |
| 1992 | Энак                                     | Enak                                         |
| 1992 | Приятного аппетита, телевизорчик!        | Smacznego telewizorku                        |
| 1992 | Три цвета: Белый                         | Trois couleurs: Blanc                        |
| 1995 | Ничего смешного                          | Nic śmiesznego                               |
| 1996 | Шаманка                                  | Szamanka                                     |
| 1998 | Экстрадиция 3                            | Ekstradycja 3                                |
| 1998 | Золото дезертиров                        | Złoto dezerterów                             |
| 1999 | Право отца                               | Prawo ojca                                   |
| 2002 | День психа                               | Dzień świra                                  |
| 2006 | Каждый из нас — Христос                  | Wszyscy jesteśmy Chrystusami                 |
| 2008 | В ожидании любви                         | Mała wielka miłość                           |
| 2011 | Комиссар Алекс (только в 6-й серии)      | Komisarz Alex                                |
| 2015 | Польские легенды: Твардовский 2.0        | Legendy polskie: Twardowsky 2.0              |
| 2016 | Польские легенды: Яга                    | Legendy polskie: Jaga                        |
| 2019 | Принцип удовольствия (сериал)            | Zasada przyjemności                          |

### дискография
- 2002 — Portret muzyczny: Brassens i Okudżawa
- 2012 — Moje chmury płyną nisko

### польский дубляж
- актёрские фильмы: Кошки против собак, Хроники Нарнии: Лев, колдунья и волшебный шкаф, Хроники Нарнии: Покоритель Зари, Хроники Нарнии: Принц Каспиан
- мультфильмы: Гарфилд 2, Мартышки в космосе, Правдивая история Красной Шапки

## Признание
- 1982 — Коллективная награда председателя «Комитета в дела радио и телевидение» 1-й степени за актёрские достижения.
- 1986 — Главная награда за интерпретацию песенки XXIII Ежегодного фестиваля польской песни в Ополе.
- 1997 — Заслуженный деятель культуры Польши.
- 2005 — Серебряная медаль «За заслуги в культуре Gloria Artis».